# Semi-aquatique
Note. Cliquez sur le lien correspondant pour transférer rapidement le mot : nom commun, adjectif, verbe ou autre.
Depuis l’activation de la fonction Special:Import, il est vivement recommandé  de contacter un administrateur du Wiktionnaire pour procéder à l’importation de la page ainsi que de tout l’historique vers ce dernier.
Désigne un mode de vie qui est en partie aquatique.

## Exemples
Poissons
- Les poissons promeneurs

Amphibiens
La plupart des amphibiens adultes (crapauds, grenouilles, salamandres) sont semi-aquatiques.
Leurs œufs et leurs larves par contre sont uniquement aquatiques.

Reptiles
- L'anaconda - un serpent d'Amazonie
- Tous les crocodiliens (alligators, crocodiles, caïmans)
- Le varan du Nil - un lézard africain

Oiseaux
- Les Oiseaux de mer
- Les canards
- La poule d'eau

Mammifères
- Le capybara - un rongeur d'Amazonie
- Le Castor
- Le desman des Pyrénées
- La loutre
- L'hippopotame